# Echinopsis macrogona
Az Echinopsis macrogona a kaktuszfélék egyik faja, amely Bolíviából származik. Cserjeszerű formájú növény, melynek kékeszöld színű oszlopos felépítésű törzse körülbelül 2-3 centiméter magasra és 5-9 centiméter átmérőjűre nő. Törzsén 6-9 bordázat található. A szürke színű areolából a hosszabb középső tüskék 5 centire, míg a rövidebb oldalsó tüskék 2 centire állnak ki. A hosszúkás, tölcsérvirágzata, mely a törzs tetejéből nő ki, elérheti a 18 centimétert is.

## Fordítás
Ez a szócikk részben vagy egészben  az   Echinopsis macrogona című angol Wikipédia-szócikk ezen változatának fordításán alapul.  Az eredeti cikk szerkesztőit annak laptörténete sorolja fel. Ez a jelzés csupán a megfogalmazás eredetét és a szerzői jogokat jelzi, nem szolgál a cikkben szereplő információk forrásmegjelöléseként.